# Gtkmm
gtkmm є офіційним інтерфейсом C++ для популярної графічної бібліотеки GTK+. Включає сигнали перевірки типів, наслідування віджетів за допомогою стандартного способу С++. Ви можете будувати графічний інтерфейс користувача за допомогою коду або Glade Interface Designer, використовуючи libglademm. gtkmm є вільним програмним забезпеченням, і розповсюджується на умовах ліцензії GNU Lesser General Public License (LGPL).
gtkmm розшифровується, як gtk minus minus або gtk--.

## Приклад коду
```
#include
 
<gtkmm.h>

int
 
main
(
int
 
argc
,
 
char
 
*
argv
[])

{

    
Gtk
::
Main
 
kit
(
argc
,
 
argv
);

    
Gtk
::
Window
 
window
;

    
Gtk
::
Main
::
run
(
window
);

    
return
 
0
;

}

```

Цей код створює пусте вікно розміром 200х200 пікселів.